# Madeleine Albright
Madeleine Jana Korbel Albright, właśc. Marie Jana Korbelová (ur. 15 maja 1937 w Pradze, zm. 23 marca 2022 w Waszyngtonie) – amerykańska dyplomatka i polityk pochodzenia żydowskiego, 64. sekretarz stanu Stanów Zjednoczonych.
W 1993 roku została 20. ambasadorem Stanów Zjednoczonych przy ONZ, zaś 5 grudnia 1996 roku prezydent Bill Clinton nominował ją na stanowisko sekretarza stanu. Oficjalnie objęła urząd 23 stycznia 1997 roku, zostając tym samym pierwszą kobietą na stanowisku sekretarza stanu Stanów Zjednoczonych.

## Życiorys

### Wczesne lata
Urodziła się 15 maja 1937 roku w Pradze (w dzielnicy Smíchov) jako Marie Jana Korbelová w rodzinie czechosłowackich Żydów. Była córką czechosłowackiego dyplomaty Josefa Korbela i Anny (Manduli) Korbelovej z domu Spieglovej. Miała młodszą siostrę Katherine (ur. 1942). Ojciec Marie pełnił funkcję attaché prasowego ambasady Czechosłowacji w Belgradzie w Jugosławii, lecz został z niej odwołany 28 grudnia 1938 roku, trzy miesiące po zawarciu układu monachijskiego. Po tym jak 15 marca 1939 roku wojska niemieckie wkroczyły do Pragi i rozpoczęły okupację czeskiej części Czechosłowacji rodzina Korbelów opuściła kraj i wyjechała do Belgradu. Stamtąd z pomocą przyjaciół przedostała się do Grecji, z której następnie wyjechała do Wielkiej Brytanii, gdzie od kilku miesięcy przebywał starszy brat ojca Marie, Jan. Na miejscu Josef Korbel został szefem departamentu informacji czechosłowackiego rządu emigracyjnego w Londynie. W 1941 roku Korbelowie dokonali konwersji z judaizmu na katolicyzm.
Po II wojnie światowej Korbelowie wrócili do reaktywowanej Czechosłowacji, gdzie we wrześniu 1945 roku Josef Korbel objął funkcję ambasadora w Belgradzie. Po przejęciu władzy w Czechosłowacji przez komunistów w 1948 roku, Korbel był zagrożony z powodu swoich powiązań z obozem demokratycznym. Przyjął wówczas zaproponowane mu przez nowego ministra spraw zagranicznych Vladimíra Clementisa stanowisko przedstawiciela Czechosłowacji w komisji demarkacyjnej ONZ ds. spornego indyjskiego terytorium Kaszmir, co było dla niego okazją do ucieczki z kraju. Pod koniec 1948 roku Korbelowie wyjechali do Stanów Zjednoczonych, gdzie złożyli wniosek o azyl polityczny. Josef Korbel w USA został profesorem stosunków międzynarodowych na Uniwersytecie w Denver, kontynuował także pracę na rzecz ONZ.

### Edukacja i kariera polityczna
W czasie II wojny światowej uczyła się w szkole w Wielkiej Brytanii, zaś później została wysłana do szkoły z internatem w Szwajcarii. W 1957 roku rozpoczęła naukę na Wellesley College, którą ukończyła z wyróżnieniem ze specjalnością w dziedzinie nauk politycznych. Następnie podjęła studia w Szkole Wyższych Studiów Międzynarodowych na Uniwersytecie Johnsa Hopkinsa. Uzyskała ponadto certyfikat w Instytucie Rosyjskim na Uniwersytecie Columbia oraz tytuł magistra i doktora prawa publicznego i rządowego również na Uniwersytecie Columbia. Była studentką Zbigniewa Brzezińskiego, który także nadzorował jej pracę doktorską, dotyczącą roli prasy podczas tzw. „Praskiej Wiosny” w Czechosłowacji.
Karierę polityczną rozpoczęła w 1972 roku, kiedy zbierała fundusze na kampanię w prawyborach prezydenckich senatora Edmunda Muskie’ego, będącego przyjacielem jej rodziny. Została też wówczas członkinią Partii Demokratycznej. W 1976 roku Muskie mianował ją szefem swoich doradców prawnych, zaś gdy Zbigniew Brzeziński objął funkcję doradcy ds. bezpieczeństwa narodowego prezydenta Jimmy’ego Cartera, została jego współpracowniczką odpowiadającą za kontakty z Kongresem. Od 1978 do 1981 roku Albright była członkiem sztabu Narodowej Rady Bezpieczeństwa, gdzie jako pracowniczka Białego Domu odpowiedzialna była za politykę zagraniczną. 
W 1981 roku Albright zostało przyznane członkostwo w Międzynarodowym Centrum Woodrowa Wilsona przy Smithsonian Institution. Nagrodę tę uzyskała po przedstawieniu swoich tekstów naukowych na temat roli prasy i mediów podczas przemian politycznych w Polsce na początku lat 80. XX wieku.
Od 1981 do 1982 roku sprawowała również funkcję starszego członka ds. sowieckich i Europy Wschodniej w Centrum Strategii i Studiów Międzynarodowych. Przewodziła badaniom nad rozwojem i dążeniami ZSRR i państw satelickich.
W 1981 roku została współzałożycielką Centrum Polityki Narodowej, objęła wówczas stanowisko przewodniczącej tej organizacji.
W 1982 roku Albright została mianowana profesorem do spraw międzynarodowych oraz dyrektorem programu dla kobiet w służbie zagranicznej na Uniwersytecie Georgetown. Stanowiska te pozwoliły jej prowadzić kursy licencjackie i przedlicencjackie w dziedzinie spraw międzynarodowych oraz polityki zagranicznej, a także wprowadzać w życie i rozwijać programy promujące szanse kobiet w stosunkach międzynarodowych. 
W 1984 roku była doradcą do spraw polityki zagranicznej kandydatki na wiceprezydenta USA Geraldine Ferraro, zaś cztery lata później została głównym doradcą do spraw polityki zagranicznej kandydata na prezydenta Michaela Dukakisa.
Zanim została sekretarzem stanu, Albright sprawowała funkcję członka gabinetu prezydenta Billa Clintona.

#### Ambasador przy Organizacji Narodów Zjednoczonych
Na początku lat 90. XX wieku Madeleine Albright została mianowana ambasadorem Stanów Zjednoczonych przy ONZ. Jej pierwsza praca w roli dyplomaty rozpoczęła się krótko po zaprzysiężeniu Billa Clintona na prezydenta – 9 lutego 1993 roku. Podczas pracy w ONZ Albright miała chłodne stosunki z sekretarzem generalnym ONZ – Butrusem Butrusem Ghalim. 
W lutym 1996 roku Albright przeforsowała w Radzie Bezpieczeństwa ONZ rezolucję potępiającą Kubę za zestrzelenie dwóch nieuzbrojonych samolotów pilotowanych przez kubańskich uciekinierów. Jeden z pilotów kubańskich myśliwców wojskowych, biorących udział w zdarzeniu, chwalił się, że strzelał w cojones (hiszp. „jądra”, „jaja”) – Albright w swoim wystąpieniu w Radzie odniosła się do jego stwierdzenia następująco:

Szczerze mówiąc, to nie jest cojones; to jest tchórzostwo.

Madeleine Albright wykorzystywała ponadto swoją funkcję do wywierania wpływu na politykę zagraniczną administracji Billa Clintona. Dotyczyło to przede wszystkim wojny w Bośni i Hercegowinie, w sprawie której Albright była zdecydowanym orędownikiem wykorzystania sił powietrznych w celu powstrzymania serbskiej agresji. Odegrała ważną rolę w skłonieniu prezydenta do przyjęcia twardszego stanowiska wobec Serbów, co ostatecznie doprowadziło do zawarcia porozumienia pokojowego w Dayton.
Pełniąc funkcję amerykańskiego ambasadora przy Organizacji Narodów Zjednoczonych, Albright została skrytykowana za opinię, jaką wyraziła w czasie wywiadu 12 maja 1996 roku dla programu telewizyjnego 60 Minut. Tematem rozmów były amerykańskie sankcje nałożone na Irak. Prezenter Lesley Stahl zadał pytanie:

Słyszeliśmy, że pół miliona dzieci zginęło. Wydaje mi się, że to więcej niż zginęło w Hiroszimie. Jak pani myśli, czy ta cena jest tego warta?.

Albright odpowiedziała:

Myślę, że to jest bardzo trudny wybór, ale cena – myślimy, że jest to tego warte.

#### Sekretarz stanu Stanów Zjednoczonych
23 stycznia 1997 roku została sekretarzem stanu. Podczas swojej kadencji na tym stanowisku Albright wzmacniała sojusze amerykańskie i wpływała na decyzje dotyczące polityki zagranicznej, zwłaszcza na Bliskim Wschodzie i na Bałkanach. Przekonała także Kongres do ratyfikacji konwencji dotyczących broni chemicznej i rozszerzenia NATO.
12 marca 1999 roku była uczestnikiem podpisania przez ówczesnego polskiego ministra spraw zagranicznych Bronisława Geremka w obecności ministrów spraw zagranicznych Czech i Węgier dokumentu ratyfikacyjnego Paktu Północnoatlantyckiego (NATO).
W 2000 roku Albright była pierwszą osobą na tak wysokim szczeblu zachodniej dyplomacji, która spotkała się z Kim Dzong Ilem, przywódcą reżimu Korei Północnej.

#### Późniejsza działalność
Po 2001 roku Madeleine Albright wróciła na Uniwersytet Georgetown, gdzie została profesorem dyplomacji w Szkole Służby Zagranicznej Walsha (Walsh School of Foreign Service) i zasiadała w komisji dyrektorów Rady ds. Stosunków Międzynarodowych. Uczestniczyła również w dyskusjach Białego Domu na temat polityki zagranicznej z przedstawicielami administracji prezydenta George’a W. Busha oraz innymi byłymi sekretarzami obrony i stanu. Była ponadto prezesem Narodowego Demokratycznego Instytutu Spraw Międzynarodowych, prezydentem Fundacji Stypendialnej Trumana (Truman Scholarship Foundation) i honorowym współprzewodniczącym Światowej Rady ds. Uchodźców. W 2021 roku została powołana na stanowisko przewodniczącego Rady Polityki Obronnej, której zadaniem jest udzielanie sekretarzowi obrony niezależnych, rzeczowych porad i opinii dotyczących spraw polityki obronnej. 
Oprócz nauki i polityki Albright zajmowała się także działalnością komercyjną. Była prezesem Albright Stonebridge Group, będącej częścią Dentons Global Advisors, oraz Albright Capital Management LLC, firmy doradztwa inwestycyjnego skoncentrowanej na nowych rynkach.

## Życie prywatne
Jej ojczystym językiem był czeski, a podczas nauki w szkołach w Wielkiej Brytanii i Szwajcarii nauczyła się mówić po angielsku i francusku. O swoim żydowskim pochodzeniu dowiedziała się będąc osobą dorosłą. Jej imię, Madeleine, było anglojęzyczną wersją pseudonimu Madlenka, który zyskała w dzieciństwie. Albright przyjęła nowe imię, kiedy rozpoczęła naukę w Swiss Boarding School. 
Znana była ze swoich broszek, które zakładała odpowiednio do wszelkiego rodzaju okazji. W czasie uroczystości związanych z Marynarką Wojenną Stanów Zjednoczonych (US Navy) miała założoną broszkę w kształcie kotwicy, natomiast w czasie spotkania z Saddamem Husajnem – w kształcie węża.
W maju 1959 roku poślubiła dziennikarza prasowego Josepha Albrighta, z którym miała później trzy córki. Rozwiedli się w 1983 roku.
14 lipca 1997 roku prezydent Czech Václav Havel odznaczył ją Orderem Lwa Białego I Klasy. 21 sierpnia 2000 roku została uhonorowana Wielkim Orderem Królowej Jeleny przez prezydenta Chorwacji Stjepana Mesicia. W 2002 otrzymała rumuński Krzyż Wielki Orderu Wiernej Służby. 5 lutego 2004 roku otrzymała od prezydenta Estonii Arnolda Rüütela Order Krzyża Ziemi Maryjnej I Klasy. 13 lipca 2009 roku została odznaczona przez prezydenta Polski Lecha Kaczyńskiego Krzyżem Wielkim Orderu Zasługi Rzeczypospolitej Polskiej, natomiast w maju 2012 roku prezydent Stanów Zjednoczonych Barack Obama uhonorował ją Prezydenckim Medalem Wolności. W 2016 otrzymała Medal Departamentu Obrony za Wybitną Służbę Publiczną.
Była posiadaczką tytułu doktora honoris causa następujących amerykańskich uczelni: Uniwersytetu Washingtona w St. Louis (2003), Uniwersytetu Karoliny Północnej w Chapel Hill (2007), Knox College w Illinois (2008), Dickinson College (2014) i Uniwersytetu Tuftsa (2015). 26 czerwca 2000 roku została doktorem honoris causa Uniwersytetu Gdańskiego.
Mieszkała w Waszyngtonie. Zmarła na raka 23 marca 2022 roku. Uroczystość żałobna odbyła się 27 kwietnia 2022 w Katedrze Narodowej w Waszyngtonie.

## Publikacje
- Madam Secretary. Miramax, 2003. ISBN 1-4013-5962-0. Brak numerów stron w książce
  - polskie wydanie: Madeleine Albright. Pani Sekretarz Stanu. Świat Książki, 2005. ISBN 83-7391-465-X. Brak numerów stron w książce
- The Mighty and the Almighty: Reflections on America, God, and World Affairs. Harper, 2006. ISBN 978-0-06-089257-9. Brak numerów stron w książce
- Memo to the President Elect: How We Can Restore America's Reputation and Leadership. Harper Collins, 2008. ISBN 978-0061351815. Brak numerów stron w książce
- Read My Pins: Stories from a Diplomat's Jewel Box by Madeleine Albright. Harper Collins, 2009. ISBN 978-0060899189. Brak numerów stron w książce
- Prague Winter: A Personal Story of Remembrance and War, 1937–1948. Harper, 2012. ISBN 978-0062030313. Brak numerów stron w książce
- Fascism: A Warning. Harper Collins, 2018. ISBN 978-0062802187. Brak numerów stron w książce
  - polskie wydanie: Faszyzm. Ostrzeżenie. Poltext, 2018-10-19. ISBN 978-83-7561-945-4. Brak numerów stron w książce